# Джулио Ната
 Джулио Ната (на италиански: Giulio Natta) е италиански химик-органик, носител на Нобелова награда за химия за 1963 г. „за откриване на изотактния полипропилен“.

## Биография
Роден е на 26 февруари 1903 година в Империя, Италия. През 1924 г. завършва Миланския политехнически университет и от 1925 работи там като асистент. От 1927 г. е професор по обща химия и през 1933 до 1935 г. е директор на Института по обща химия в университета в Павия. През 1935 до 1936 г. поема химическия факултет на Римски университет „Ла Сапиенца“. От 1936 до 1938 е професор и директор на Института по промишлена химия в Политехнически университет Торино. През 1938 г. става директор на Института по промишлена химия в Миланския политехнически университет.

## Научна дейност
Първите научни дейности на Ната са свързани с изучаването на структурата на твърдите тела, включително и структурата на катализаторите и някои органични полимери. През 1938 г. започва изследване на производството на синтетичен каучук и осъществява разделяне на бутадиен и бутен. През 1954 г. осъществява полимеризация с помощта на катализатори на Циглер. През 1957 г. благодарение на неговите изследвания на промишлена установка е получен изотактически полипропилен.
През 1963 г., заедно с германския химик Карл Циглер, получава Нобелова награда за химия. Награден е със Златен медал „Ломоносов“ през 1969 г.

## Личен живот
През 1935 г. Ната се жени за Росита Беати. Имат 2 сина. Тя умира през 1968 г.
През 1956 г. Ната е диагностиран с болестта на Паркинсон. Умира на 76-годишна възраст в Бергамо, Италия на 2 май 1979 г.